# Истрэцеску, Андрей
Андрей Истрэцеску (рум. Andrei Istrăţescu; род. 3 декабря 1975, Бухарест) — румынский шахматист, гроссмейстер (1994).
Чемпион Европы среди юниоров до 16 лет (1992). Чемпион Румынии (1992, 2017).
В составе сборной Румынии играл в семи олимпиадах (1992—1998, 2002, 2006—2008).
На турнире по быстрым шахматам в Экс-ан-Провансе (2004) занял второе место после Анатолия Карпова.

## Изменения рейтинга
| Графики недоступны из-за технических проблем. См. информацию на Фабрикаторе и на mediawiki.org. |